# Pere Llompart i Usón
Pere Llompart i Usón (Ciutat de Mallorca, 9 de gener del 1982) és un exjugador de bàsquet que jugava a la posició de base. El seu últim equip fou la Fundació Lucentum Alacant de la LEB Plata, després de jugar, entre d'altres, al CAI Zaragoza (2012-2015), el RETAbet Gipuzkoa (2015-2016) i l'UCAM Murcia (2016-2017) de la Lliga ACB de bàsquet i després al Pallacanestro Reggiana (2017-2019)